# Vita huset, Alviks strand

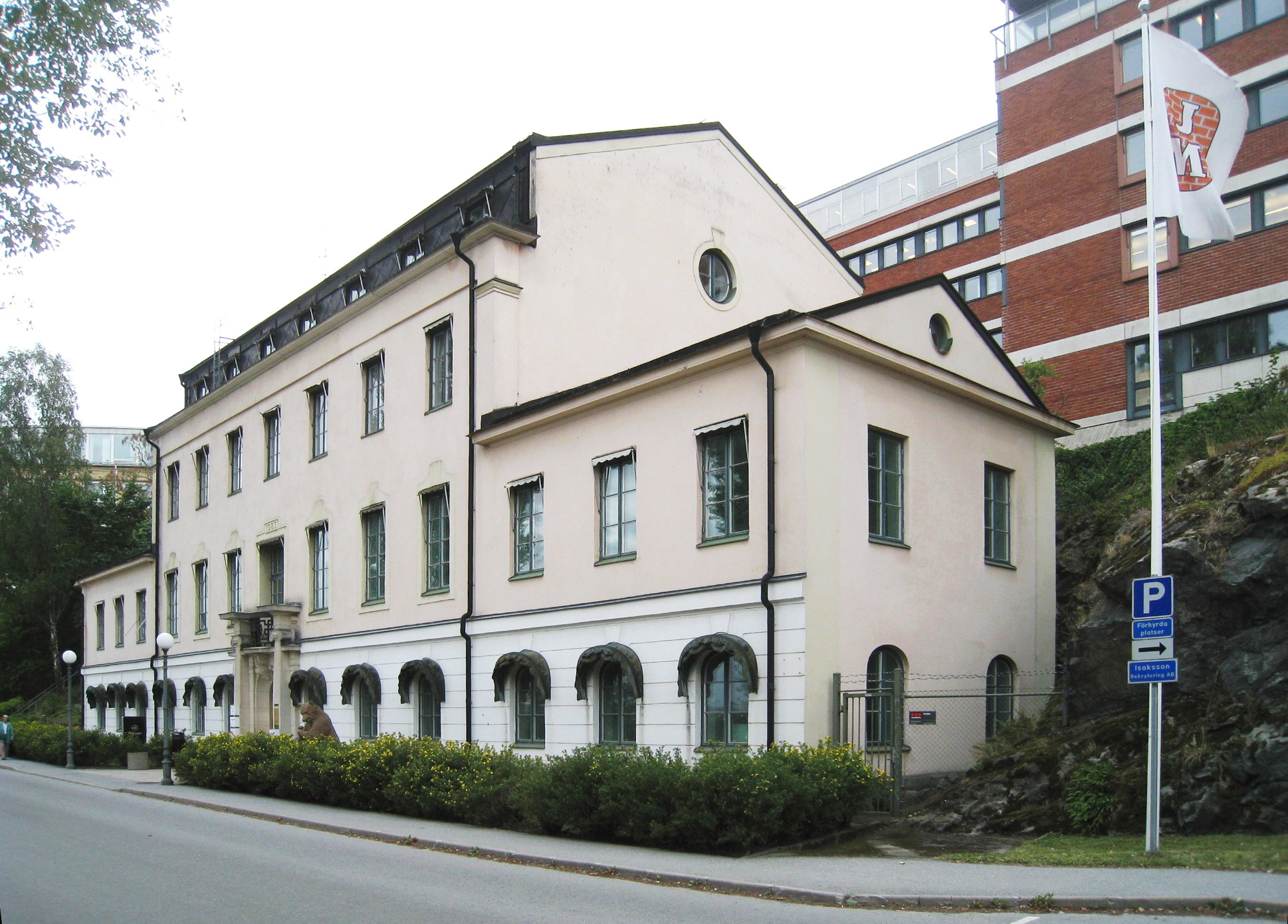
Vita huset, före detta Barnängens Tekniska Fabrik (Barnängens hus) vid Alviks strand.

Vita huset, Alviks strand är en byggnad som används som kontor och är belägen vid Alviks strand i stadsdelen Alvik i Bromma i västra Stockholm. Byggnaden, som ligger på Gustavslundsvägen 147 i Alvik, var tidigare en industribyggnad.
Vita huset vid Mälaren vid Alviks strand byggdes åren 1895–1900. Byggnaden innehöll från början en fabrik för framställning av mjölksyra.

## Huvudkontor för Barnängens Tekniska Fabrik

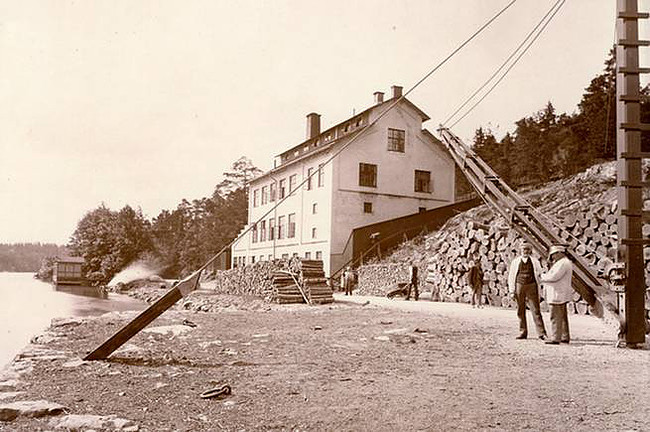
Vita huset mellan 1895 och 1900.

Sedan 1864 låg Lars Monténs ljusfabrik i Alvik och Monténs fabrik köptes 1929 av Barnängens Tekniska Fabrik, vars verksamhet 1930 flyttades från Södermalm till en nybyggd modern fabrik i Alvik. Bolaget hade 1928 köpts upp av ett konsortium tillsammans med Tomtens fabrik AB i Göteborg, med bland annat Tomteskur och Tomtebloss, och AB Eneroth & co. i Göteborg. Efter Lars Monténs testamentariska önskemål övertogs fabriken av släktingar, och Firma Lars Montén såldes 1929 till AB Kema (nuvarande KemaNobel AB), varvid levande ljustillverkningen helt överfördes till Liljeholmens Stearinfabriks AB, medan den ursprungliga såpfabrikationen koncentrerades till Alviksanläggningen.

## Huvudkontor för Alfa-Laval
Över porten på byggnaden vid Gustavslundsvägen 147 står årtalet 1983, det syftar på det år då byggnaden renoverades för att bli Alfa-Lavals huvudkontor. Framför huset står Barnängens Tekniska Fabriks varumärke. Det är  "En sittande björn emellan baktassarna hållande en mortel, i vilken han stöter med en mortelstöt". Björnen lär ha suttit och stött tandpasta i ett skyltfönster. Skulpturen tillverkades på beställning av grosshandlaren Johan Wilhelm Holmström (1832–1886), grundaren av Barnängens Tekniska Fabrik. År 1885 blev björnen Barnängens symbol och varumärke; det registrerades hos Kongl. Patentbyrån. Den finländske skulptören Jussi Mäntynen har skulpterat björnen.
I dag har andra företag sina kontor där. Då verksamheten vid Barnängens Tekniska Fabrik således flyttade till den nybyggda fabriken 1929 byggdes Vita huset om till huvudkontor för Barnängens Tekniska Fabrik. Alviks Strands kontorskomplex blev färdigt 1988 och byggdes på Barnängens fabriksområde, som sträckte sig ända till Gustavslundsvägen. Vita huset, som ligger alldeles vid Mälarstranden mellan det röda tegelkomplexet och vattnet, byggdes då om till huvudkontor för Barnängens Tekniska Fabrik och den byggnaden är nu den historiska kärnan i det nya kontorsområdet i Alvik och som finns kvar än idag. Den stora industribyggnaden i tegel från 1918 är bevarad liksom en laboratoriebyggnad från 1935.

## Bilder

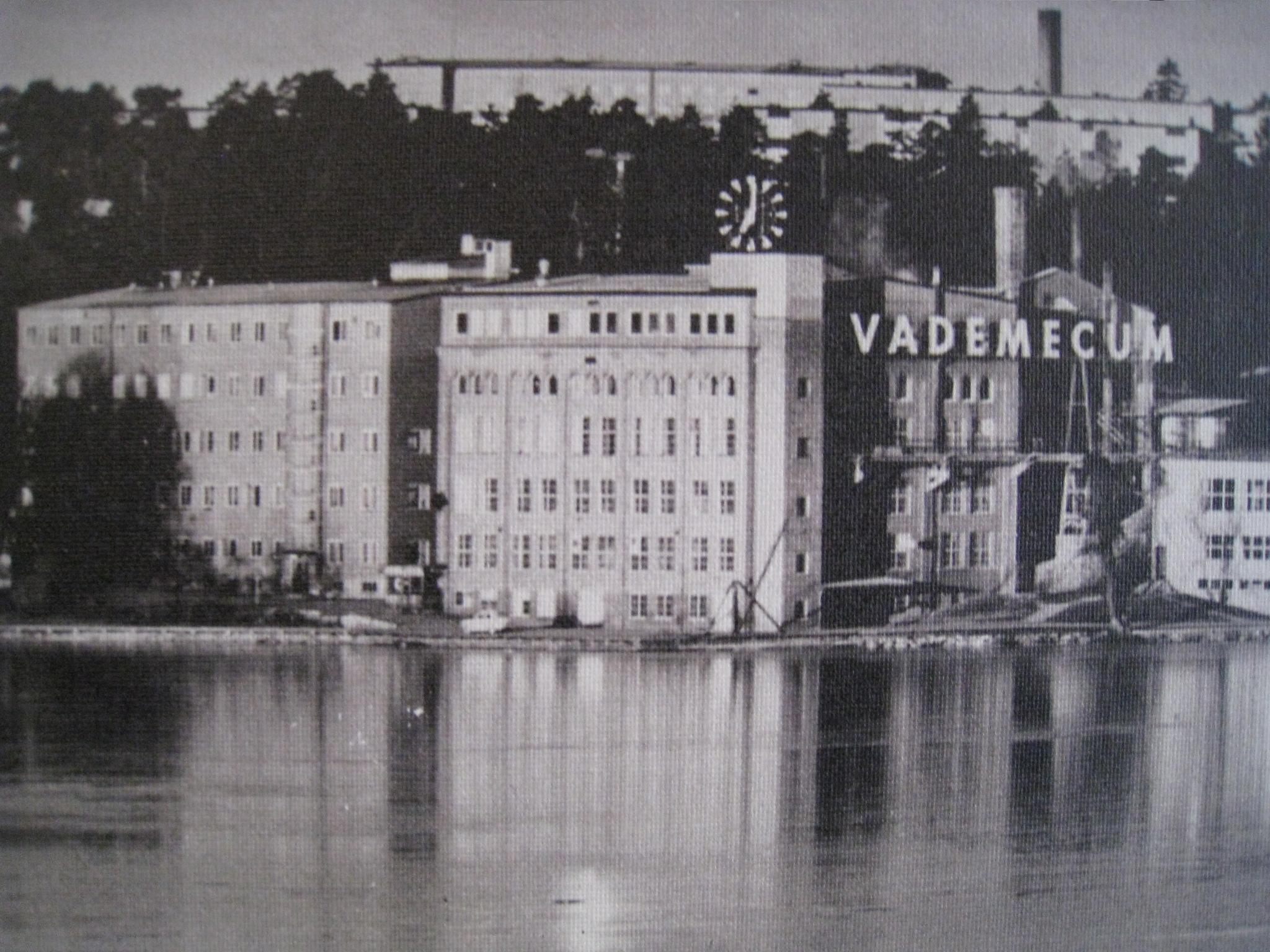
Lars Monténs stearinfabrik, en röd tegelbyggnad från 1864. Foto från 1950- eller 1960-talet.
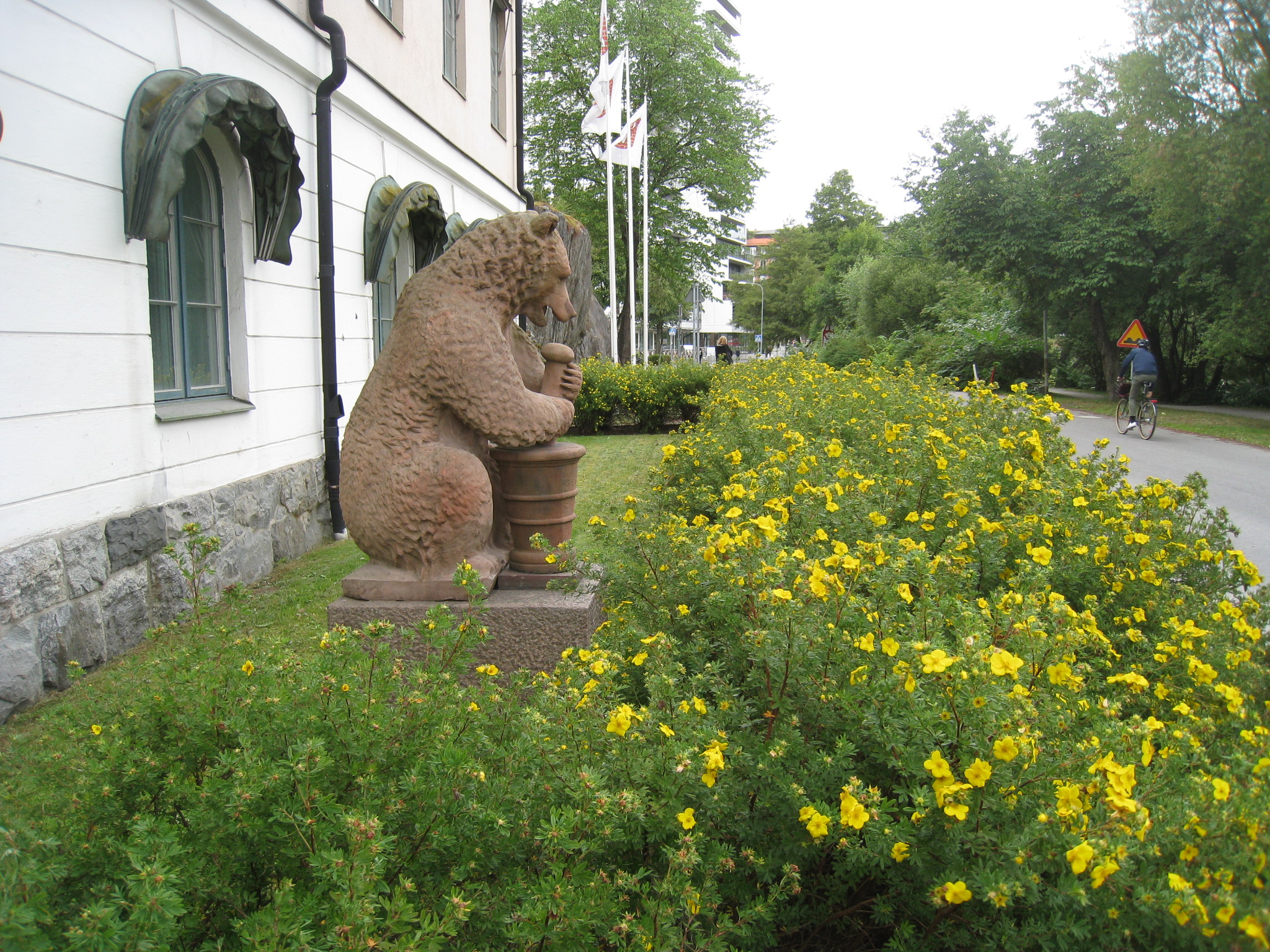
Skulpturen Barnängens björn framför fasaden vid Vita huset, före detta Barnängens hus vid Alviks strand.
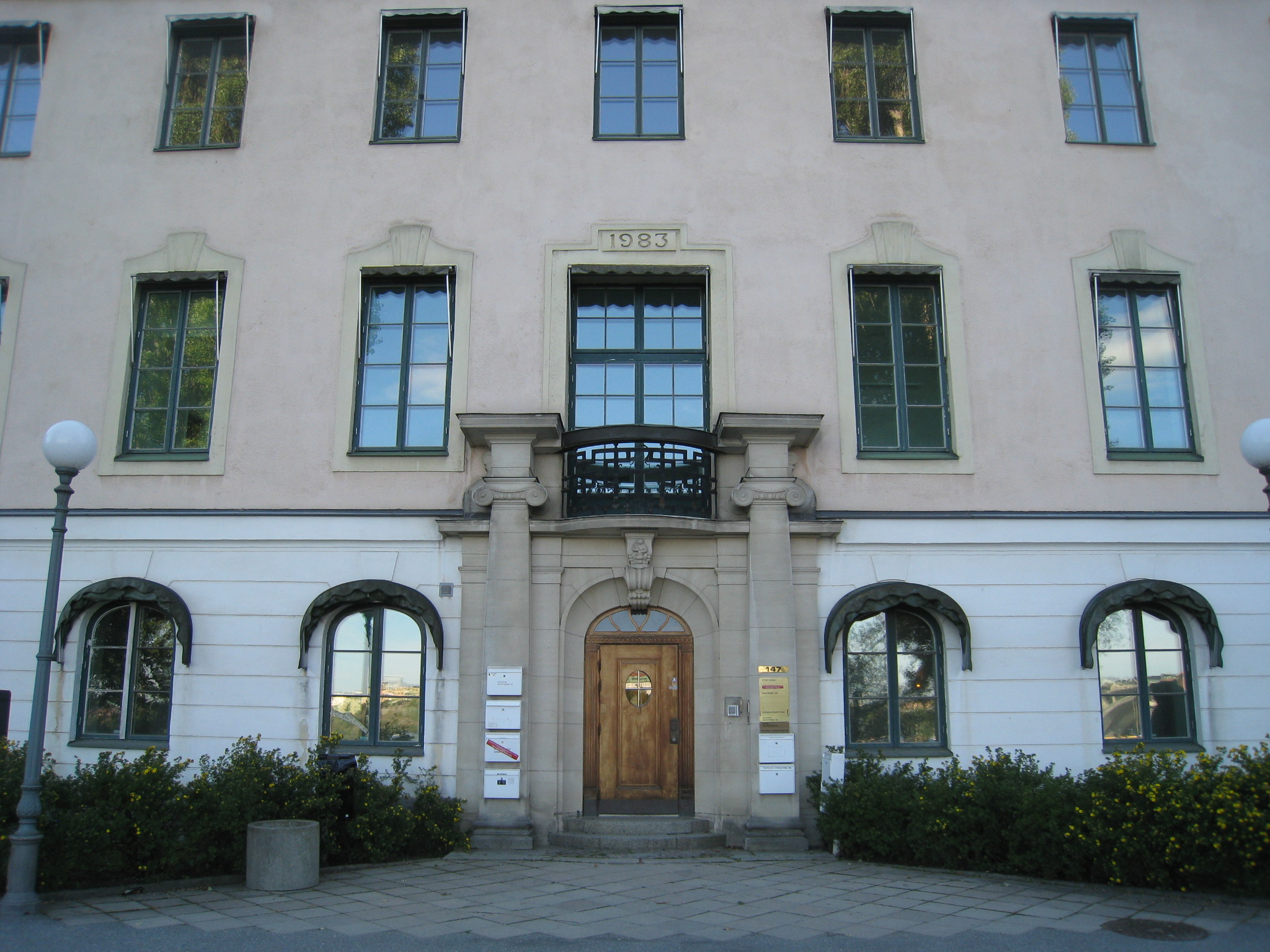
Portalen till Vita huset med årtalet "1983" på fasaden.
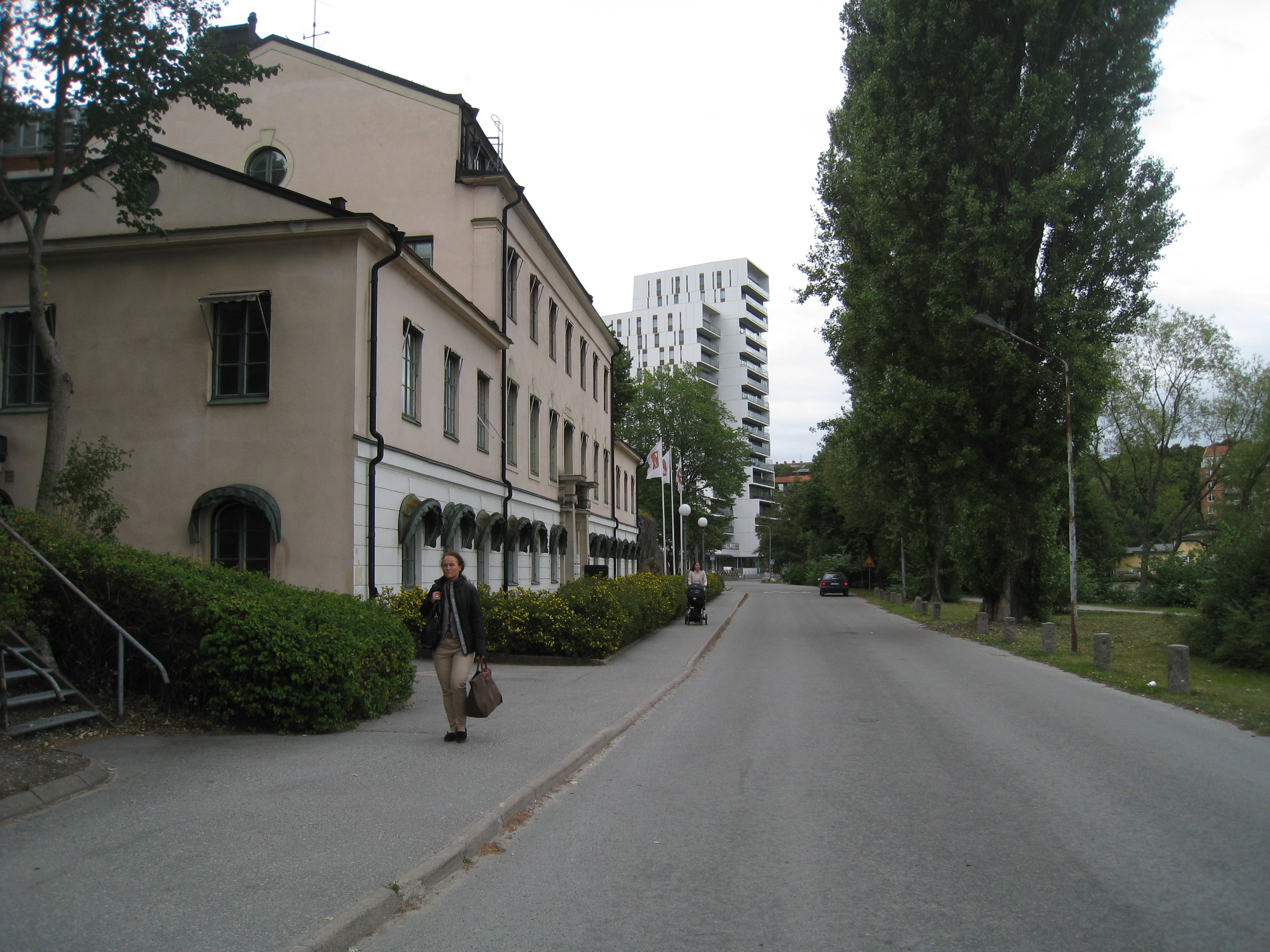
Vita huset vid Alviks strand, i fonden syns Alviks Torn.